# Entrenadores de la selección de fútbol de Hungría
Desde su primer partido ante Austria en 1902 la selección húngara de fútbol tuvo en total a 63 directivas técnicas distintas, entre las cuales se incluye a Lajos Baróti, Károly Lakat y Károly Sós que dirigieron en conjunto cuatro encuentros en 1957. Solo tres entrenadores no húngaros pudieron llegar a dirigir a los magiares, éstos fueron el neerlandés Erwin Koeman, el alemán Lothar Matthäus y el rumano Emeric Jenei.
Sin dudas el seleccionador más reconocido es Gusztáv Sebes, quien estuvo al frente del llamado equipo de oro, que, entre otras cosas, fue subcampeón del Mundo en 1954. Pero según las estadísticas los técnicos más exitoso fueron Ödön Holits y József Bozsik quienes solamente estuvieron al frente de la selección en un solo partido en 1924 y 1974 respectivamente. Justamente, ambos encuentros fueron victorias húngaras, lo que totaliza un 100% de efectividad para los dos entrenadores.

## Cronología
- Actualizado al 29 de agosto de 2012.

| Seleccionador                        | Período         | Partidos | Ganados | Empatados | Perdidos |
| ------------------------------------ | --------------- | -------- | ------- | --------- | -------- |
| Ferenc Gillemot                      | 1902 – 1904     | 5        | 3       | 0         | 2        |
| Ferenc Stobbe                        | 1904 – 1906     | 3        | 0       | 2         | 1        |
| Alfréd Hajós                         | 1906            | 2        | 1       | 1         | 0        |
| Ferenc Stobbe                        | 1907 – 1908     | 7        | 3       | 0         | 4        |
| Frigyes Minder                       | 1908 – 1911     | 13       | 6       | 3         | 4        |
| Ede Herczog                          | 1911 – 1914     | 22       | 14      | 5         | 3        |
| Frigyes Minder                       | 1914 – 1917     | 14       | 8       | 2         | 4        |
| Ákos Fehéry                          | 1918 - 1919     | 5        | 5       | 0         | 0        |
| Frigyes Minder                       | 1919            | 2        | 1       | 0         | 1        |
| József Harsády                       | 1920            | 1        | 0       | 1         | 0        |
| Lajos Tibor                          | 1920            | 2        | 0       | 0         | 2        |
| Gyula Kiss                           | 1921 – 1924     | 23       | 11      | 7         | 5        |
| Ödön Holits                          | 1924            | 1        | 1       | 0         | 0        |
| Lajos Máriássy                       | 1924 – 1926     | 14       | 6       | 2         | 6        |
| Gyula Kiss                           | 1926 – 1928     | 17       | 9       | 1         | 7        |
| János Földessy                       | 1928 – 1929     | 6        | 3       | 2         | 1        |
| Mihály Pataki                        | 1930            | 3        | 0       | 2         | 1        |
| Frigyes Minder                       | 1930            | 4        | 3       | 0         | 1        |
| Lajos Máriássy                       | 1930 – 1932     | 17       | 6       | 6         | 5        |
| Ödön Nádas                           | 1932 – 1934     | 16       | 7       | 3         | 6        |
| Károly Dietz                         | 1934 – 1939     | 41       | 19      | 9         | 13       |
| Dénes Ginzery                        | 1939 – 1941     | 13       | 5       | 7         | 1        |
| József Fábián                        | 1941            | 1        | 0       | 0         | 1        |
| Dénes Ginzery                        | 1941            | 1        | 1       | 0         | 0        |
| József Fábián                        | 1942            | 2        | 0       | 1         | 1        |
| Kálmán Vághy                         | 1942 - 1943     | 6        | 5       | 0         | 1        |
| Tibor Gallowich                      | 1945 – 1948     | 22       | 16      | 1         | 5        |
| Gusztáv Sebes                        | 1949 – 1956     | 66       | 49      | 11        | 6        |
| Márton Bukovi                        | 1956 – 1957     | 8        | 6       | 1         | 1        |
| Lajos Baróti Károly Lakat Károly Sós | 1957            | 4        | 3       | 0         | 1        |
| Lajos Baróti                         | 1957 – 1966     | 80       | 43      | 18        | 19       |
| Rudolf Illovszky                     | 1966 – 1967     | 10       | 8       | 1         | 1        |
| Károly Sós                           | 1968 – 1969     | 10       | 5       | 4         | 1        |
| József Hoffer                        | 1970 – 1971     | 10       | 4       | 3         | 3        |
| Rudolf Illovszky                     | 1971 – 1974     | 29       | 12      | 9         | 8        |
| József Bozsik                        | 1974            | 1        | 0       | 0         | 1        |
| Ede Moór                             | 1974 – 1975     | 6        | 2       | 2         | 2        |
| János Szőcs                          | 1975            | 1        | 0       | 0         | 1        |
| Lajos Baróti                         | 1975 – 1978     | 57       | 19      | 9         | 9        |
| Ferenc Kovács                        | 1978 – 1979     | 8        | 2       | 4         | 2        |
| Károly Lakat                         | 1979 – 1980     | 6        | 3       | 0         | 3        |
| Kálmán Mészöly                       | 1980 – 1983     | 31       | 13      | 6         | 12       |
| György Mezey                         | 1983 – 1986     | 30       | 18      | 5         | 7        |
| Imre Komora                          | 1986            | 3        | 0       | 1         | 2        |
| József Verebes                       | 1987            | 4        | 2       | 1         | 1        |
| József Garami                        | 1987            | 5        | 2       | 1         | 2        |
| László Bálint                        | 1988            | 6        | 2       | 2         | 2        |
| György Mezey                         | 1988            | 5        | 2       | 2         | 1        |
| Bertalan Bicskei                     | 1989            | 9        | 2       | 4         | 3        |
| Kálmán Mészöly                       | 1990 – 1991     | 18       | 8       | 3         | 7        |
| Róbert Glázer                        | 1991            | 4        | 0       | 2         | 2        |
| Emeric Jenei                         | 1992 – 1993     | 14       | 6       | 4         | 4        |
| Ferenc Puskás                        | 1993            | 4        | 1       | 0         | 3        |
| József Verebes                       | 1993 – 1994     | 10       | 1       | 2         | 7        |
| Kálmán Mészöly                       | 1994 – 1995     | 11       | 2       | 3         | 6        |
| János Csank                          | 1996 – 1997     | 16       | 6       | 2         | 8        |
| Bertalan Bicskei                     | 1998 – 2001     | 36       | 13      | 15        | 8        |
| Imre Gellei                          | 2001 – 2003     | 23       | 8       | 3         | 12       |
| Lothar Matthäus                      | 2004 – 2005     | 28       | 11      | 3         | 14       |
| Péter Bozsik                         | 2006            | 7        | 3       | 0         | 4        |
| Péter Várhidi                        | 2006 – 2008     | 16       | 7       | 1         | 8        |
| Erwin Koeman                         | 2008 – 2010     | 11       | 6       | 3         | 2        |
| Sándor Egervári                      | 2010 – Presente | 21       | 12      | 4         | 5        |

- Datos: Q1496837